# 13C (canal de televisión)
13C (anteriormente UCTV Señal 3 y Canal 13 Cable) es un canal de televisión por suscripción chileno, de propiedad del Grupo Luksic y operado por Secuoya Chile. Su programación está principalmente basada en contenido cultural, viajes y gastronomía.

## Historia

### Antecedentes y primeros años
Eleodoro Rodríguez Matte, director ejecutivo del Canal 13 en 1995, lanza un proyecto que busca la expansión internacional de la cadena. Para ello, crea dos señales a partir del canal, las cuales se denominaron UCTV Chile, distribuida por satélite, y la Señal 3, dirigida para la televisión por cable.
Durante los primeros años de transmisión, la Señal 3 reemitía programación antigua de Canal 13 hasta la designación de Rodrigo Jordan como director ejecutivo de la cadena en agosto de 1998. El 18 de junio de 1999, Jordan renovó la imagen corporativa del canal y el 14 de noviembre de ese año, lo renombra como Canal 13 Cable, bajo la dirección de Juan Pablo Fresno Joannon durante 2 años. La programación de aquella estación televisiva empezó a basarse en programas culturales, además de contenido referente a Chile y al ámbito internacional. 
Finalmente el 14 de noviembre de 1999, se produjo el cambio de nombre de Canal 13 Señal 3 a Canal 13 Cable. Además, el 27 de septiembre de 1999, el noticiero central Encuentro Noticioso cambió su nombre a Tele13 Cable.

### Relanzamiento como 13C y actualidad
El 11 de julio de 2008, después de la llegada de la periodista Mercedes Ducci a la dirección ejecutiva de Canal 13 en abril de 2007, Canal 13 Cable es renombrado como 13C, así como su imagen corporativa. En un principio, el canal se encontraba disponible solamente en las operadoras Movistar TV y VTR. En enero de 2010, empezó a ser distribuida dentro del sistema de televisión digital terrestre, a través del "13.2" en Santiago, para dejar de emitir la señal en septiembre de 2013, debido a reclamos por parte de los cableoperadores.
Desde el 21 de enero de 2014, 13C deja de estar disponible en Claro TV debido a desacuerdos entre los ejecutivos de Canal 13 y la operadora de televisión por cable y satelital. El 18 de noviembre de 2014, la señal se incorpora a la cableoperadora Tuves.
El 21 de octubre de 2014, 13C sacó del aire el noticiero Teletrece C para emitir simultáneamente el noticiero central de las 21 horas.
Después de meses en pruebas internas, 13C lanzó la señal HD del canal el 1 de mayo de 2015, disponible exclusivamente en Gtd y Telsur. A partir del 1 de julio del mismo año, el canal ingresa en la grilla de VTR.
Desde el 3 de junio de 2016, tras 2 años de haber salido de la grilla de Claro TV, 13C entra nuevamente en su programación junto con su señal en alta definición.
Desde el 15 de septiembre de 2017, el canal 13C HD se encuentra disponible por DirecTV al nivel nacional.
El 17 de abril de 2020, 13C llega a todo el país (excepto Santiago) a través de las señales en analógica de VTR en reemplazo de VH1 y para 30 de junio de 2020 también llega en Antofagasta en reemplazo de Studio Universal.

## Voz en off
- Patricio Gutiérrez (2006-2020, 2024-presente)